# Witold Witowski
Witold Witowski (ur. 6 września 1959 w Nowym Sączu) – polski piłkarz, występujący na pozycji napastnika.

## Życiorys
Jest wychowankiem Sandecji Nowy Sącz, w tym klubie rozpoczynał także seniorską karierę. Następnie był piłkarzem Wawelu Kraków i ponownie Sandecji. W 1984 roku został piłkarzem Bałtyku Gdynia. W barwach tego klubu 15 sierpnia zadebiutował w I lidze w wygranym 1:0 spotkaniu z Lechią Gdańsk, w którym zdobył ponadto bramkę. W sezonie 1985/1986 spadł z Bałtykiem do II ligi, po czym odszedł z klubu, rozgrywając w jego barwach 57 spotkań w I lidze. Następnie ponownie występował w Sandecji, będącej wówczas beniaminkiem II ligi. W sezonie 1986/1987 spadł wraz z nowosądeckim klubem z ligi. Następnie odniósł kontuzję, wskutek której nie grał przez pół roku, a później odszedł z Sandecji, rozgrywając w barwach tego klubu łącznie około 150 meczów. W późniejszym czasie wyjechał do Belgii, gdzie przez pięć lat grał w Polonii Bruksela. Po zakończeniu kariery zawodniczej był trenerem rezerw Sandecji Nowy Sącz, a także pracował w branży budowlanej.